# Calàndria comuna
La calàndria (Melanocorypha calandra) és una espècie d'ocell de l'ordre dels passeriformes i el més gran dels alàudids.

## Morfologia
- Fa 19 cm de llargària.
- Té el bec curt i robust.
- És de color bru fosc per sobre i blanquinós per sota.
- Té dues taques negres molt evidents a la base del coll.

## Subespècies
- Melanocorypha calandra calandra
- Melanocorypha calandra hebraica
- Melanocorypha calandra psammochroa
- Melanocorypha calandra gaza

## Reproducció

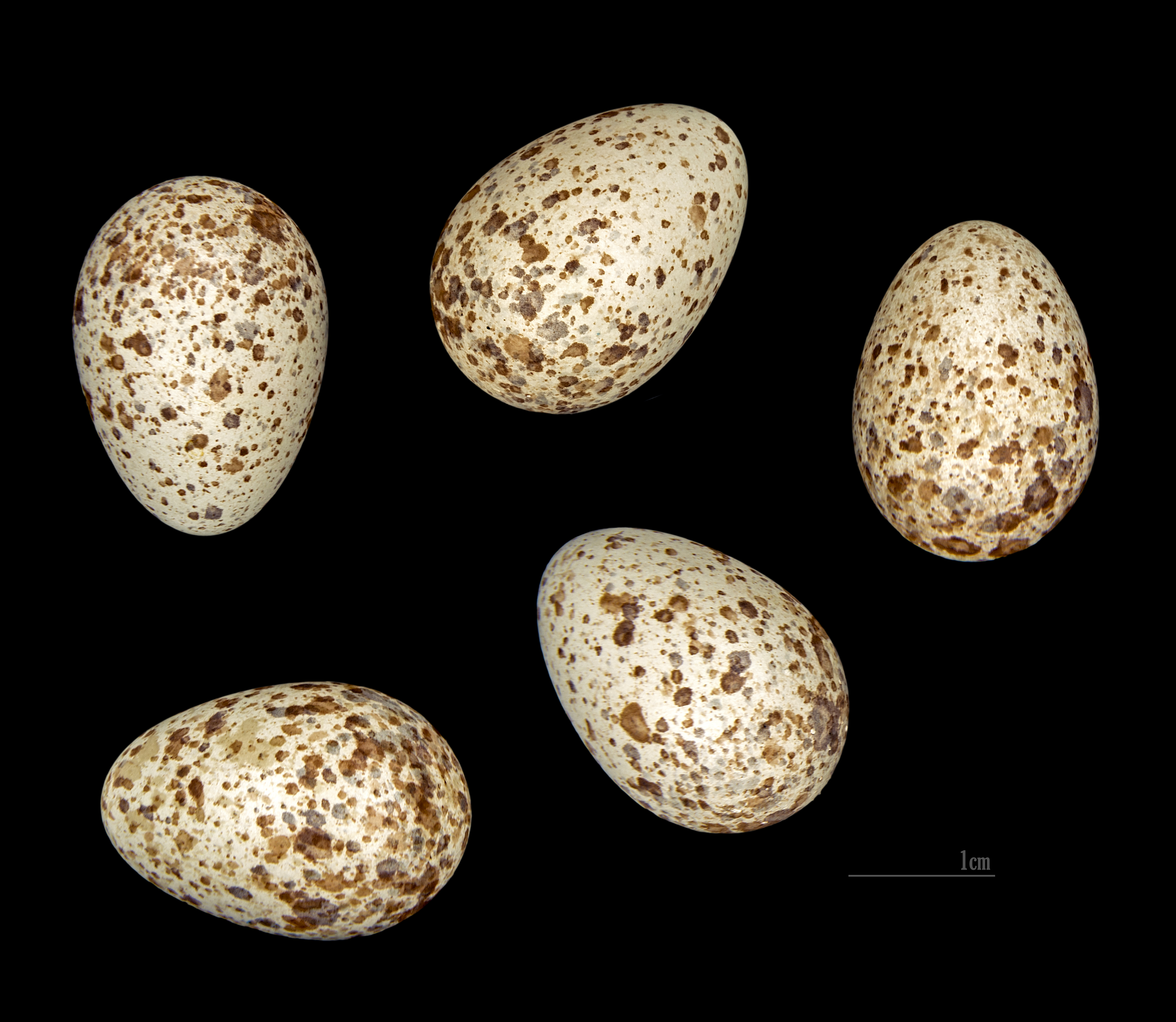
Ous

En un terreny sec, i en alguna petita depressió vora una planta, la femella cova els 4 o 6 ous que ha post al març-abril i vigila els pollets que en neixen, els quals ja poden volar després de 10-12 dies. De vegades fan dues cries.

## Alimentació
S'alimenta d'herbes, de gra i d'algun insecte.

## Hàbitat
Als Països Catalans, pràcticament, només es troba a la Depressió Central, en terrenys oberts de camps de cereals.
Pertany a la categoria d'ocells estèpics.

## Distribució geogràfica
Viu als països mediterranis, nord de l'Iran i sud de Rússia. Hiverna a Egipte i a la Península Aràbiga.

## Costums
Canta d'una forma agradable durant el vol. Es diu que és capaç d'imitar el cant d'altres aus.
És sedentària i, abans i després de l'època de cria, és normal de veure-les reunides en estols força densos.